# Muirchertach MacLochlainn
Muircheartach Mac Lochlainn (en grafía antigua Muirchertach mac Lochlainn) fue rey de Cenél nEógain, parte del actual condado de Tyrone, en la isla de Irlanda. En 1156 sucedió a Turlough O'Connor como Rey Supremo, hasta su fallecimiento en 1166.
Mac Lochlainn sobrevivió a un intento de destronamiento por parte de Rory O'Connor (en irlandés Ruaidrí Ua Conchobair) en 1159. Sin embargo, no superó la acción conjunta de los Cenél Conaill y de los Ulaid. En 1166, y ante su apurada situación, firmó una tregua con sus vecinos, por la que juró solemnemente renunciar a atropellos y malas acciones ante el obispo de Armagh y ante muchos otros notables, por lo que tomó rehenes para reforzar su posición.
Sin embargo, al poco tiempo, uno de los rehenes del acuerdo, Eochaid mac Con Ulad Mac Duinn Sléibe, rey del Ulster, fue cegado sin motivo aparente, por lo que sus aliados abandonaron inmediatamente a Muirchertach, que se encontró reducido a un puñado de seguidores. Fue asesinado junto a 16 de sus más cercanos alegados y su muerte se atribuyó a la venganza de San Patricio.
Mac Lochlainn era el principal apoyo y aliado de Dermot MacMurrough, rey de Uí Cheinnselaig en Leinster, frente a Rory O'Connor y su aliado Tighearnán Ua Ruairc, príncipe de Breifne. La muerte de MacLochlainn desequilibró la balanza en favor de O'Connor-O'Rourke, y MacMurrough se vio obligado a huir a Gales en busca de refuerzos, precipitando la posterior invasión normanda.